# Турба (деревня)
Турба  — деревня в сельском поселении Кутарбитское, Тобольского района Тюменской области. 
Рядом протекает река Турба. 
Дороги с твердым покрытием. Автобусное сообщение. 

## Население
| 2010 |
| ---- |
| 68   |